# Pterapothrechus salomonoides
Pterapothrechus salomonoides är en insektsart som först beskrevs av Heinrich Hugo Karny 1929.  Pterapothrechus salomonoides ingår i släktet Pterapothrechus och familjen Gryllacrididae. Inga underarter finns listade i Catalogue of Life.